# Russell Mmemo Dlamini

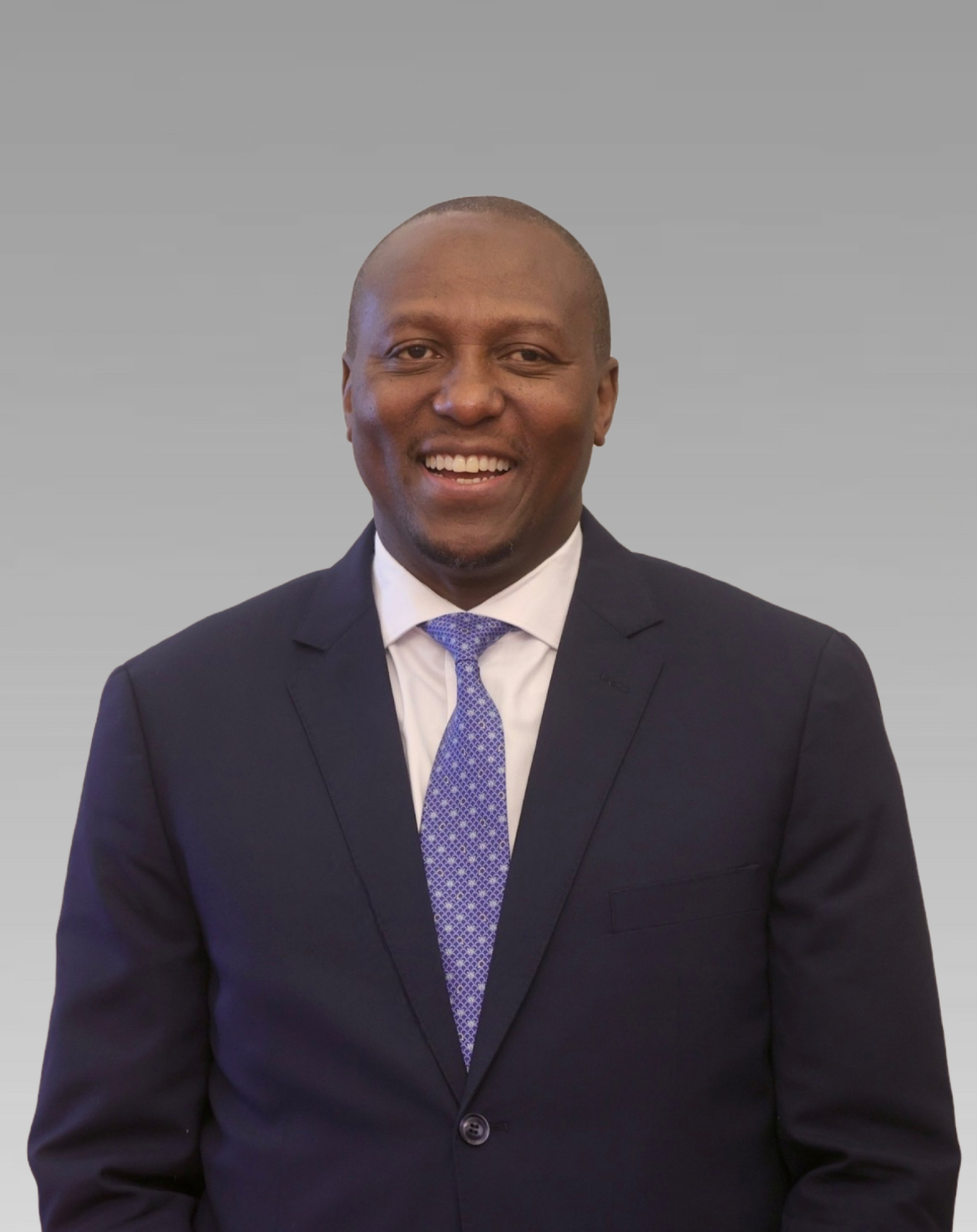
Russell Mmemo Dlamini, 2024

Russell Mmemo Dlamini (* 23. Oktober 1973) ist ein eswatinischer Politiker, der seit dem 3. November 2023 das Amt des Premierministers von Eswatini innehat.
Dlamini erwarb einen Bachelor-Abschluss in Agrarwissenschaften an der University of Eswatini und anschließend im Jahr 2006 einen Master in Planung und Management nachhaltiger Entwicklung an der Universität Stellenbosch. Im November 2015 wurde Dlamini zum CEO der Nationalen Agentur für Katastrophenmanagement ernannt. Nach den Parlamentswahlen 2023 beschloss Mswati III. ihn zum nächsten Premierminister zu ernennen, womit er der Nachfolger von Mgwagwa Gamedze ist.